# Numizmatyka polska
Numizmatyka polska – numizmatyka zajmująca się monetami oraz banknotami:
- ziem polskich:
  - państwa pierwszych Piastów,
  - księstw okresu rozbicia dzielnicowego,
  - zjednoczonego Królestwa Polskiego,
  - Korony Królestwa Polskiego,
  - Rzeczypospolitej Obojga Narodów,
  - II Rzeczypospolitej,
  - Rzeczypospolitej Polskiej z lat 1944–1952,
  - Polskiej Rzeczypospolitej Ludowej,
  - III Rzeczypospolitej,
- ziem historycznie z Polską związanych:
  - Wielkiego Księstwa Litewskiego,
  - księstw śląskich i Śląska,
  - Pomorza Zachodniego,
  - księstw lennych:
    - Hospodarstwa Mołdawskiego,
    - Księstwa Kurlandii i Semigalii,
    - Prus Książęcych,

  - Wolnego Miasta Gdańska,
- jak również:
  - krzyżackimi,
  - emitowanymi dla ziem byłej Rzeczypospolitej Obojga Narodów w okresie rozbiorów,
  - okupacyjnymi dla ziem polskich,
  - bitymi przez władców polskich w czasie ich panowania w obcych księstwach lub królestwach.

W szerszym rozumieniu do numizmatyki polskiej zalicza się również monety obcych państw, na których umieszczana była polska tytulatura ich władców, jak np. francuskie monety bite przez Henryka III (Henryka Walezego) po jego ucieczce z Rzeczypospolitej Obojga Narodów, czy synów Augusta III Sasa.

## Historyczne kolekcje numizmatyczne
Według stanu wiedzy z początku XXI w., na ziemiach polskich najdawniejsze kolekcje monet datowane są na koniec XV w.
- Biskup chełmiński Stefan von Heideburg (1480–1495) miał gromadzić rzadkie monety na swym zamku w Lubawie.
- Kolekcję monet polskich i obcych zgromadził Maciej Karpiga z Miechowa, zwany Miechowitą (ok. 1457–1523), historyk, lekarz i geograf, profesor Akademii Krakowskiej. Swój zbiór przekazał w testamencie innemu miłośnikowi numizmatów – Jerzemu Turzonowi.
- Zbieraniem antycznych monet zajmował się także profesor uczelni krakowskiej Stanisław Grzepski (1526–1570), którego kolekcja przeszła w 1560 r. na własność Biblioteki Jagiellońskiej.
- W Krakowie zbiory numizmatyczne posiadali ponadto doktor Wacław Kolar (zm. 1540) ze Śląska i doktor Stanisław Różanka (zm. po 1569).

Monety kolekcjonowali również niektórzy polscy królowie, książęta oraz możnowładcy, jak np.:
- Jan Olbracht (1492–1501) miał rzekomo zebrać w Wilnie zbiór 630 monet złotych.
- Zygmunt I Stary (1505–1548),
- książę pomorski Filip II (1606–1618),
- Władysław IV (1633–1648),
- Jan III Sobieski (1674–1696),
- August II (1697–1733),
- August III (1733–1763),
- kasztelan Abraham Zbąski w XVII w.

Więcej wiadomo o polskich zbiorach numizmatycznych z okresu oświecenia.
- Duży zbiór monet i medali znajdował się w posiadaniu Stanisława Augusta Poniatowskiego. Zbiór ten powstał w wyniku zakupów monet i całych kolekcji (np. w 1767 kilkudziesięciu medali od Jana Steinhausera) dokonywanych w kraju, jak i za granicą za pośrednictwem agentów królewskich. Znając kolekcjonerskie zamiłowania króla wiele osób przynosiło monety i medale w darze. Trafiały się w ten sposób i całe skarby monet. Numizmatami opiekował się bezpośrednio szambelan królewski August Moszyński, który nie tylko kupował monety, ale też stać go było na podarowanie własnej kolekcji, gromadzonej przez 30 lat. W 1792 r. zbiór numizmatyczny Stanisława Augusta Poniatowskiego zawierał 5451 złotych, srebrnych i brązowych monet Cesarstwa Rzymskiego i Bizancjum oraz niedużą liczbę monet greckich. W kolekcji znajdowały się również monety i medale polskie, wśród których najliczniej reprezentowane były produkty mennicy w Warszawie, założonej przez Stanisława Augusta Poniatowskiego w 1766 r. Zbiór królewski ułożony był w szafie stojącej w jednym z dwóch pokojów mieszczących królewskie zbiory rycin na zamku warszawskim. W dniach insurekcji kościuszkowskiej król przekazał narodowi „dobrowolną ofiarę na naglące potrzeby ojczyzny” w postaci 21 złotych (o masie 112 gramów każdy) i 109 srebrnych medali. Złote medale tzw. świty królewskiej zdążył odkupić Tadeusz Czacki. Niestety pozostała część zbioru została w 1798 r. po śmierci Stanisława Augusta rozsprzedana za sumę kilkudziesięciu tysięcy dukatów i w ten sposób rozpadła się największa kolekcja numizmatyczna przedrozbiorowej Rzeczypospolitej Obojga Narodów.

Znane były również:
- kolekcja marszałka wielkiego koronnego Stanisława Lubomirskiego (1719–1783),
- kolekcja komendanta twierdzy w Kamieńcu Podolskim generała de Witte (zm. 1786),
- zbiór numizmatyczny uniwersytetu we Lwowie (ok. 1785 r.),
- zbiór chorążego wielkiego koronnego Stanisława Szczęsnego Potockiego (1752–1805),
- zbiór historyka Tadeusza Czackiego (1765–1813),
- zbiór (około 9 tys. monet i medali) dziekana katedry krakowskiej w latach 1782–1814 Michała Sołtyka,
- kolekcja numizmatyczna Liceum Wołyńskiego w Krzemieńcu powstała w 1805 r. za sprawą Tadeusza Czackiego, licząca około 20 tys. monet, głównie polskich – władze carskie wywiozły ją w 1832 r. do Kijowa, gdzie zbiory uległy rozproszeniu,
- zbiór monet Uniwersytetu Warszawskiego, który spotkał los podobny do kolekcji krzemienieckiej,
- kilka znacznych kolekcji prywatnych powstałych w połowie XIX w., jak np. monety i medale hrabiego Franciszka Potockiego (1788–1855), które na początku XXI wieku w części znajdują się w Muzeum Narodowym w Warszawie,
- zbiory wrocławskiego Śląskiego Muzeum Sztuki i Starożytności, do którego w XIX w przekazano znaczne kolekcje H. Saurmy Jeltscha, F. Friedensburga i Rudigerów.

## Straty w obszarze numizmatyki w czasie II wojny światowej
Z powodu zniszczeń i grabieży bardzo znaczące straty poniosły polskie zbiory numizmatyczne w czasie okupacji hitlerowskiej. Zagarnięto bądź ograbiono kolekcje:
- Muzeum Narodowego w Warszawie,
- Biblioteki Krasińskich (zaginęła w 1944 r.),
- Biblioteki Ordynacji Zamojskich (cenne numizmaty),
- Uniwersytetu Jagiellońskiego,
- Polskiej Akademii Umiejętności,
- poznańskiego Muzeum Narodowego.

W latach 1939–1945 podobny los spotkał także wiele innych zbiorów muzealnych, między innymi w:
- Płocku,
- Łodzi,
- Kielcach,
- Sandomierzu,
- Wrocławiu,
- Gdańsku,
- Malborku oraz
- liczne kolekcje prywatne.

## Numizmatyczne kolekcje muzealne przełomu XX/XXI w.
Po 1945 r. sukcesywnie odbudowano numizmatyczne zbiory:
- Muzeum Narodowego w Warszawie oraz
- Muzeum Narodowego w Krakowie.

Niemal od zera powstały nowe, znaczące gabinety numizmatyczne w:
- Muzeum Śląskim we Wrocławiu,
- Miejskim Muzeum Prehistorycznym (Muzeum Archeologicznym i Etnograficznym) w Łodzi.

Według danych z 1965 r. w muzeach polskich zgromadzono około 700 tys. numizmatów, głównie monet.
Na przełomie XX i XXI w. najzasobniejsze w zabytki gabinety numizmatyczne w Polsce posiadały:
- Muzeum Narodowe w Warszawie (250 tys.),
- Muzeum Narodowe w Poznaniu (130 tys.),
- Muzeum Narodowe w Krakowie (277 tys.),
- Muzeum Archeologiczne i Etnograficzne w Łodzi (47 tys.),
- Muzeum Narodowe we Wrocławiu (24 tys.),
- Muzeum Lubelskie w Lublinie (42 tys.),
- Muzeum Narodowe w Szczecinie (24 tys.),
- Muzeum Okręgowe w Toruniu (55 tys.),
- Muzeum Archeologiczne w Poznaniu (12 tys.),
- Muzeum Okręgowe w Bydgoszczy (35 tys.),
- Muzeum w Chorzowie (15 tys.).
- Mennica Polska – Gabinet Numizmatyczny Mennicy Polskiej w Warszawie,
- Muzeum Sztuki Medalierskiej we Wrocławiu.

W każdym z muzeów zbiory numizmatyczne różnią się nie tylko wielkością – od kilkudziesięciu do kilkuset tysięcy numizmatów – ale i tematyką: np. Muzeum Archeologiczne i Etnograficzne w Łodzi odznacza się największym w Polsce zestawem 350 znalezisk monetarnych, tzn. skarbów i znalezisk pojedynczych monet antycznych, średniowiecznych i nowożytnych.
W 1981 r. muzea polskie powołały Międzymuzealne Kolegium Numizmatyczne, które wydaje roczne „Sprawozdania Numizmatyczne”. Siedziba sekretariatu i redakcji mieści się w Łodzi, w Muzeum Archeologicznym i Etnograficznym.
Pewien ewenement w działalności muzeów polskich stanowi konsekwentnie realizowany program wystawiennictwa numizmatycznego w Muzeum Archeologicznym i Etnograficznym w Łodzi. W 1980 r. w muzeum tym powołany został do życia rocznik numizmatyczny „Prace i Materiały Muzeum Archeologicznego i Etnograficznego w Łodzi. Seria numizmatyczna i konserwatorska”.
Znaczące kolekcje numizmatyczne, obejmujące między innymi polskie numizmaty, zgromadziły również muzea zagraniczne, jak np., liczące powyżej 500 tys. eksponatów każda, kolekcje:
- Muzeum Brytyjskiego w Londynie,
- Ermitażu w Petersburgu,
- Biblioteki Narodowej w Paryżu,
- Gabinetu Numizmatycznego Muzeów Państwowych w Berlinie,
- Muzeum Narodowego w Pradze,
- Muzeum Historii Sztuki w Wiedniu,
- Amerykańskiego Towarzystwa Numizmatycznego w Nowym Jorku.

## Dary kolekcji numizmatycznych (XX w.)
Do największych darów kolekcji numizmatycznych można zaliczyć przekazanie:
- narodowi na początku XX w. kilkunastu tysięcy monet i medali zebranych przez Emeryka Hutten-Czapskiego, wspaniałej kolekcji znajdującej się do dziś w Muzeum Narodowym w Krakowie,
- Muzeum Archeologicznemu i Etnograficznemu w Łodzi ponad 10 tys. egzemplarzy pieniędzy papierowych (m.in. najstarszych emisji) i druków towarzyszących pochodzących ze zbioru po zmarłym w 1966 r. prof. dr. Józefie Litwinie z Łodzi,
- Muzeum Narodowemu w Krakowie 5 tys. monet piastowskich ze zbioru po prof. dr. Zygmuncie Zakrzewskim (zm. 1951),
- Muzeum Narodowemu w Warszawie:
  - w 1974 r. ponad 3 tys. monet i medali polskich ze zbioru po gen. Jerzym Węsierskim (1894–1967) z Londynu,
  - w 1977 r. unikatowego zbiór pieniędzy getta łódzkiego zebranego przez Włodzimierza Głuchowskiego (1904–1977) z Łodzi,
- zbiorów inż. Antoniego Domaradzkiego (1896–1978) z Gdańska (Sobieszewa) do:
  - Muzeum Zamkowego w Malborku,
  - Muzeum Narodowego w Warszawie i
  - Biblioteki PAN w Gdańsku.

## Historyczne organizacje numizmatyczne
W XIX w. zainteresowanie numizmatyką i kolekcjonerstwem monet obejmowało coraz większe kręgi osób, które w sposób naturalny zaczęły zrzeszać się w towarzystwa. Do najstarszych tego typu organizacji należały:
- Koło Numizmatyczne założone w 1845 r. w Warszawie przez znanego fotografa i kolekcjonera Karola Beyera (1818–1877). Kilkunastoosobowa grupa numizmatyków warszawskich zbierała się w mieszkaniu Beyera w tzw. „czwartki numizmatyczne”. Zorganizowali oni kilka wystaw starożytności polskich, z okazji których wydane były albumy zabytków. Karol Beyer zebrał także znaczący zbiór (9 tys. monet i medali polskich), którego musiał się pozbyć pod koniec życia po powrocie z zesłania.
- Towarzystwo Numizmatyczne w Krakowie powstałe w 1889 r., którego żywot był znacznie dłuższy od warszawskiego Koła Numizmatycznego, a działalność i znaczenie naukowe zostały utrwalone dzięki czasopismu „Wiadomości Numizmatyczno-Archeologiczne”. Z towarzystwem związanych było wielu znanych kolekcjonerów monet i mecenasów muzealnictwa numizmatycznego:
  - namiestnik Galicji hrabia Andrzej Potocki (1861–1908), prezes towarzystwa, który zdołał zgromadzić bogate zbiory dzieł sztuki oraz przeszło 14 tys. monet i medali,
  - Henryk Mańkowski (1872--1924) z Winnogóry w Wielkopolsce, następny prezes towarzystwa, właściciel kolekcji składającej się z 10 tys. monet polskich,
  - hrabia Kazimierz Sobański (zm. 1909) z Guzowa, który swój zbiór około 11 tys. nowożytnych monet polskich zapisał w testamencie przyszłemu Muzeum Narodowemu w Warszawie.

- powstałe w 1919 r. nowe Warszawskie Towarzystwo Numizmatyczne, którego pierwszym prezesem wybrany został Gustaw Soubise Bisier (1849–1937), antykwariusz i kolekcjoner monet polskich, podskarbiówek oraz odznak wolnomularskich – Gustaw Soubise Bisier cały swój zbiór podarował Gabinetowi Numizmatycznemu przy Mennicy Państwowej w Warszawie.
- powstałe w 1920 r. Towarzystwo Numizmatyczne w Poznaniu.

## Organizacje numizmatyczne przełomu XX/XXI w.
Po II wojnie światowej w czterech polskich miastach powstał/odrodził się lokalny ruch numizmatyczny. Działalność rozpoczęły:
- Warszawskie Towarzystwo Numizmatyczne,
- Polskie Towarzystwo Numizmatyczne w Krakowie,
- Sekcja Numizmatyczna lokalnego oddziału Polskiego Towarzystwa Archeologicznego we Wrocławiu,
- Sekcja Numizmatyczna lokalnego oddziału Polskiego Towarzystwa Prehistorycznego w Łodzi.

W 1953 r. organizacje te połączyły się w jedną o nazwie: Polskie Towarzystwo Archeologiczne i Numizmatyczne (PTAiN), przemianowane w 1991 r, na Polskie Towarzystwo Numizmatyczne (PTN). Organizacja ta od drugiej połowy XX w. odgrywa istotną rolę w polskim ruchu numizmatycznym. Siedziba zarządu głównego przy ul. Jezuickiej 6 w Warszawie stała się ważnym ośrodkiem naukowym i organizacyjnym XX i XXI-wiecznej numizmatyki w Polsce. Lokalne oddziały towarzystwa i wyodrębnione w nich sekcje działają w 38 miastach.

## Czasopisma numizmatyczne przełomu XX/XXI w.
- o zasięgu ogólnopolskim:
  - Biuletyn Numizmatyczny, organ Polskiego Towarzystwa Numizmatycznego,
  - Przegląd Numizmatyczny, organ Stowarzyszenia Numizmatyków Profesjonalnych
  - Wiadomości Numizmatyczne, organ Komisji Numizmatycznej Komitetu Nauk Historycznych Polskiej Akademii Nauk.
- lokalne:
  - Bydgoskie Wiadomości Numizmatyczne, wyd. O/Bydgoszcz PTN,
  - Gdańskie Zeszyty Numizmatyczne, wyd. O/Gdańsk PTN,,
  - Lubelskie Wiadomości Numizmatyczne, wyd. Lubelski Klub Kolekcjonerów i O/Lublin PTN,
  - Magazyn Numizmatyczny, wyd. O/Częstochowa PTN,
  - Wrocławskie Zapiski Numizmatyczne, wyd. O/Wrocław PTN,
  - Śląskie Zapiski Numizmatyczne, wyd. O/Katowice PTN,
  - Grosz, Jastrzębie Zdrój, Praszka, Żory i Wieluń.

## Historyczne opracowania numizmatyczne
- Według stanu wiedzy z początku XXI w., na ziemiach polskich pierwsza praca z zakresu numizmatyki została wydana w r. 1568. Była to rozprawa profesora krakowskiego Stanisława Grzepskiego o miarach i monetach hebrajskich.
- Tadeusz Czacki poświęcił monetom rozdział „O monecie polskiej i litewskiej” w swym dziele „O litewskich i polskich prawach” wydanym w latach 1800–1801, uzupełnionym przez autora o atlas 13 miedziorytniczych tablic numizmatycznych.
- Joachim Lelewel dziełem „Numismatique du moyenage” (1835 r.) stworzył podwaliny naukowej numizmatyki europejskiego średniowiecza.
- Kazimierz Władysław Stężyński-Bandtkie (1813–1876) opublikował w latach 1839–1840 dwutomowe dzieło „Numismatyka krajowa” zawierające między innymi opis 831 monet polskich, atlas monet – 70 tablic, herby podskarbich koronnych i litewskich umieszczanych na monetach.
- Ignacy Zagórski (1788–1854) zbieracz monet polskich od XVI do XVIII w. napisał „Monety dawnej Polski” (1845).
- Kazimierz Stronczyński (1809–1896), piotrkowianin, wysoki urzędnik Banku Polskiego, Heroldii Królestwa, Radca Stanu, senator Królestwa Polskiego, pasjonat polskich monet średniowiecznych wydał „Dawne monety polskie dynastyi Piastów i Jagiellonów” (Piotrków 1883–1885).
- hrabia Emeryk Hutten-Czapski (1828–1896), jeden z największych kolekcjonerów i numizmatyków polskich w XIX w. opublikował „Cataloque de la Collection des Monaies et Medailles Polonaises” (tomy I–V) wydane w latach 1871–1891 oraz w 1916 r.
- Karol Plage (1857–1927) opublikował trzyczęściowe opracowanie o monetach polskich obejmujących okres panowania Stanisława Augusta Poniatowskiego oraz czasy rozbiorów:
  - „Monnaies Frappées Pour Le Royaume de Pologne en 1815 a 1864 et Monnaies Frappées a Cracovie en 1835” (Kraków 1902), znane również w tłumaczeniu na język polski PTAiN opublikowanym w 1972 r.: „Monety bite dla Królestwa Polskiego w latach 1815–1864 i monety bite dla miasta Krakowa w roku 1835 XXXVIII tablic”,
  - „Monety Bite dla Prowinyi Polskich, przez Austryę i Prusy oraz Monety Wolnego Miasta Gdańska, Księstwa Warszawskiego i w Oblężeniu Zamościa” (Kraków 1906),
  - „Okres Stanisława Augusta w historyi numizmatyki polskiej” (Kraków 1913).
- wielki książę Jerzy Romanow (1863–1919) opublikował w Sankt Petersburgu w 1893 r. pracę: „РУССКИЕ МОНЕТЫ, ЧЕКАНЕННЫЕ ДЛЯ ПРУССИИ, 1759–1762, ГРУЗИИ, 1804–1833, ПОЛЬШИ, 1815–1841, ФИНЛЯНДИИ, 1864–1890” (pol. Rosyjskie monety bite dla Prus, 1759–1762, Gruzji, 1804–1833, Polski, 1815–1841, Finlandii, 1864–1890), w której w rozdziale poświęconym monetom bitym dla Królestwa Kongresowego, poza zestawieniem katalogowym opisywanych numizmatów, zamieścił bardzo bogaty zbiór dokumentów źródłowych w języku francuskim, polskim i rosyjskim związanych z emisjami monetarnymi dla zależnego od Rosji w XIX w. Królestwa Polskiego.
- Władysław Bartynowski (1832–1918) publikował Zapiski Numizmatyczne wydawane w Krakowie w latach 1884–1889 oraz był pierwszym redaktorem naukowego czasopisma „Wiadomości Numizmatyczno-Archeologicznych”, ukazującego się w Krakowie od 1889 do 1939 r. (ostatni, 21 tom wyszedł po II wojnie światowej, w 1949 r.).